# Schots voetbalkampioenschap 1899/00
1899-1900 was het 10e seizoen in de Schotse voetbalcompetitie. De Rangers uit Glasgow werden kampioen.

## Scottish League Division One
| Plaats | Team          | Wed | W  | G | V  | DV | DT | DS  | Pts |
| ------ | ------------- | --- | -- | - | -- | -- | -- | --- | --- |
| 1      | Rangers       | 18  | 15 | 2 | 1  | 69 | 27 | 42  | 32  |
| 2      | Celtic        | 18  | 9  | 7 | 2  | 46 | 27 | 19  | 25  |
| 3      | Hibernian     | 18  | 9  | 6 | 3  | 43 | 24 | 19  | 24  |
| 4      | Hearts        | 18  | 10 | 3 | 5  | 41 | 24 | 17  | 23  |
| 5      | Kilmarnock FC | 18  | 6  | 6 | 6  | 30 | 7  | 14  | 18  |
| =6     | Dundee FC     | 18  | 4  | 7 | 7  | 36 | 39 | -3  | 15  |
| =6     | Third Lanark  | 18  | 5  | 5 | 8  | 31 | 36 | -5  | 15  |
| =8     | St. Mirren    | 18  | 3  | 6 | 9  | 30 | 46 | -16 | 12  |
| =8     | St. Bernard's | 18  | 4  | 4 | 10 | 29 | 47 | -18 | 12  |
| 10     | Clyde FC      | 18  | 2  | 0 | 16 | 25 | 70 | -45 | 4   |

## Scottish League Division 2
| Plaats | Team                  | Wed | W  | G | V  | DV | DT | DS  | Pts |
| ------ | --------------------- | --- | -- | - | -- | -- | -- | --- | --- |
| 1      | Partick Thistle       | 18  | 14 | 1 | 3  | 56 | 26 | 30  | 29  |
| 2      | Morton FC             | 18  | 14 | 0 | 4  | 66 | 25 | 41  | 28  |
| 3      | Port Glasgow Athletic | 18  | 10 | 0 | 8  | 50 | 41 | 21  | 20  |
| =4     | Motherwell            | 18  | 9  | 1 | 8  | 38 | 36 | 2   | 19  |
| =4     | Leith Athletic        | 18  | 9  | 1 | 8  | 32 | 37 | -5  | 19  |
| 6      | Abercorn              | 18  | 7  | 2 | 9  | 46 | 39 | 7   | 16  |
| 7      | Hamilton Academical   | 18  | 7  | 1 | 10 | 33 | 46 | -13 | 15  |
| 8      | Ayr FC                | 18  | 6  | 2 | 10 | 39 | 48 | -9  | 14  |
| 9      | Airdrieonians         | 18  | 4  | 3 | 11 | 27 | 49 | -22 | 11  |
| 10     | Linthouse FC          | 18  | 2  | 5 | 11 | 28 | 68 | -40 | 9   |

## Scottish Cup
Celtic FC 4-3 Queen's Park FC

## Nationaal elftal
| Datum            | Plaats                   | Tegenstander | Score | Competitie | Schotland scorers                                       |
| ---------------- | ------------------------ | ------------ | ----- | ---------- | ------------------------------------------------------- |
| 3 februari, 1900 | Pittodrie Park, Aberdeen | Wales        | 5-2   | BHC        | David Wilson(2), John Bell, Robert Hamilton, Alex Smith |
| 3 maart, 1900    | Solitude, Belfast        | Ierland      | 3-0   | BHC        | John Campbell(2), Alex Smith                            |
| 7 april, 1900    | Celtic Park, Glasgow     | Engeland     | 4-1   | BHC        | Robert McColl(3), John Bell                             |

- Scores worden eerst voor Schotland weergegeven ongeacht thuis of uit-wedstrijd

Football League: 1890/91 · 1891/92 · 1892/93

First Division: 1893/94 · 1894/95 · 1895/96 · 1896/97 · 1897/98 · 1898/99 · 1899/00 · 1900/01 · 1901/02 · 1902/03 · 1903/04 · 1904/05 · 1905/06 · 1906/07 · 1907/08 · 1908/09 · 1909/10 · 1910/11 · 1911/12 · 1912/13 · 1913/14 · 1914/15 · 1915/16 · 1916/17 · 1917/18 · 1918/19 · 1919/20 · 1920/21 · 1921/22 · 1922/23 · 1923/24 · 1924/25 · 1925/26 · 1926/27 · 1927/28 · 1928/29 · 1929/30 · 1930/31 · 1931/32 · 1932/33 · 1933/34 · 1934/35 · 1935/36 · 1936/37 · 1937/38 · 1938/39 · 1939/40 · 1940/41 · 1941/42 · 1942/43 · 1943/44 · 1944/45 · 1945/46 · 1946/47 · 1947/48 · 1948/49 · 1949/50 · 1950/51 · 1951/52 · 1952/53 · 1953/54 · 1954/55 · 1955/56 · 1956/57 · 1957/58 · 1958/59 · 1959/60 · 1960/61 · 1961/62 · 1962/63 · 1963/64 · 1964/65 · 1965/66 · 1966/67 · 1967/68 · 1968/69 · 1969/70 · 1970/71 · 1971/72 · 1972/731973/74 · 1974/75

Premier Division: 1975/76 · 1976/77 · 1977/78 · 1978/79 · 1979/80 · 1980/81 · 1981/82 · 1982/83 · 1983/84 · 1984/85 · 1985/86 · 1986/87 · 1987/88 · 1988/89 · 1989/90 · 1990/91 · 1991/92 · 1992/93 · 1993/94 · 1994/95 · 1995/96 · 1996/97 · 1997/98

Premier League: 1998/99 · 1999/00 · 2000/01 · 2001/02 · 2002/03 · 2003/04 · 2004/05 · 2005/06 · 2006/07 · 2007/08 · 2008/09 · 2009/10 · 2010/11 · 2011/12 · 2012/13

Premiership: 2013/14 · 2014/15 · 2015/16 · 2016/17 · 2017/18 · 2018/19 · 2019/20 · 2020/21